# Per ora noi la chiameremo felicità
| Recensione           | Giudizio |
| -------------------- | -------- |
| Onda Rock            |          |
| storiadellamusica.it |          |
| SentireAscoltare     |          |
| indieforbunnies.com  |          |
| ilsussidiario.net    | positivo |

Per ora noi la chiameremo felicità è il secondo album del progetto musicale Le luci della centrale elettrica del cantautore ferrarese Vasco Brondi, pubblicato nel novembre 2010 dall'etichetta discografica indipendente La Tempesta Dischi.

## Il disco
Il cantautore definisce questo album "un disco fuori tempo e fuori moda".
Il titolo dell'album è tratto da una frase di Léo Ferré dal brano La solitudine: “La disperazione è una forma superiore di critica, per ora noi la chiameremo felicità”. Brondi spiega: "Per arrivare a una sorta di felicità devi partire da qualcosa di reale e problematico, quindi non è solo allegria. È anche un modo per dire che la disperazione è un motore propulsivo per cambiare le cose." Un frammento del brano di Ferrè viene incluso nella versione live di Piromani eseguita il 3 settembre 2011 al Teatro Romano di Verona e inserita nell'EP C'eravamo abbastanza amati.
Alcuni brani che compongono l'album sono nati durante il missaggio del disco precedente Canzoni da spiaggia deturpata, mentre altri durante il tour del 2008-2009..
Rispetto al disco precedente, Giorgio Canali è meno presente durante produzione e arrangiamenti. Tuttavia Brondi collabora con il violinista Rodrigo D'Erasmo (con gli Afterhours dal 2008), Stefano Pilia (chitarrista dei Massimo Volume dal 2008) ed Enrico Gabrielli (Mariposa). Questi ultimi compongono l'essenziale orchestra di archi e fiati, novità musicale che rende questo album più curato negli arrangiamenti rispetto al precedente. Le registrazioni sono avvenute in casa dello stesso Brondi.
Il testo di Una guerra fredda deriva da un racconto di quaranta pagine scritto da Brondi in quel periodo.

## Copertina
La copertina è opera del fumettista Andrea Bruno.

## Singoli estratti
Ad anticipare l'uscita del disco, il 14 ottobre 2010 è stato diffuso sul canale ufficiale YouTube il videoclip del primo singolo, Cara catastrofe, diretto da DaNdADDy.
Il videoclip successivo Quando tornerai dall'estero, diretto e animato da Michele Bernardi, viene invece diffuso su internet l'8 novembre 2010, data di uscita dell'album.

## Citazioni e riferimenti
- Anche in questo album è presente un riferimento a Pier Vittorio Tondelli. Precisamente a Camere separate (1989) nella prima traccia Cara Catastrofe.[15]
- La figura di Pier Paolo Pasolini con i suoi occhiali neri viene nominata in Anidride carbonica.[16]
- In Per respingerti in mare viene nominato Vladimir Putin.[16]

## Tracce
Tutti i brani sono di Vasco Brondi.
1. Cara catastrofe - 2:56
2. Quando tornerai dall'estero - 3:23
3. Una guerra fredda - 3:49
4. Fuochi artificiali - 2:25
5. L'amore ai tempi dei licenziamenti dei metalmeccanici - 3:49
6. Anidride carbonica - 4:19
7. Le petroliere - 4:19
8. Per respingerti in mare - 4:04
9. I nostri corpi celesti - 2:07
10. Le ragazze kamikaze  - 3:43

## Formazione
- Vasco Brondi - voce, chitarra acustica, chitarra elettrica
- Stefano Pilia - chitarra elettrica, basso elettrico
- Enrico Gabrielli - organo, rhodes, pianoforte, clarinetto, flauto
- Rodrigo D'Erasmo - violino elettrico, violectra
- Giorgio Canali - seconda chitarra acustica su Anidride carbonica e Per respingerti in mare